# Алекс де Минор
Алекс де Минор (на английски: Alex de Minaur) е австралийски тенисист.

## Биография
Алекс де Минор е роден на 17 фервуари 1999 г. в Сидни, Австралия. Баща му Анибал е уругваец, а майка му Естер е испанка. Баща му е собственик на италиански ресторант на Джордж Стрийт в Сидни и се запознава с Естер, когато тя започва да работи там като сервитьорка. Де Минор има двама братя и три сестри - Доминик, Даниел, Натали, Кристина и Сара.
Алекс де Минор има двойно австралийско и испанско гражданство. Той прекарва първите пет години от живота си в южното предградие на Сидни Карс Парк,  преди да се премести в Аликанте, Испания. Той завършва по-голямата част от ранното си образование в Испания, преди да се върне в Австралия на 13-годишна възраст. От 2015 г. живее в Испания. Де Минор заявява, че винаги е чувствал силна връзка с Австралия, въпреки че е живял по-голямата част от живота си в Испания. През 2017 г. той казва пред Сидни Морнинг Хералд: „Преди представлявах Испания, но винаги съм се чувствал австралиец. Веднага след като се върнахме отново тук, това е първото нещо, което исках да направя – да играя за Австралия.“
Алекс Де Минаур говори свободно английски и испански език и малко френски.

## Кариера

### Младежка кариера
Алекс де Минор започва да играе тенис на три години в частната тенис академия в Сидни на тенис кортовете Парксайд в залива Когара. Той е трениран от Кери Док и след това от Синди Док, бивш австралийски тенисист. От девет годишен той живее в Аликанте и е трениран от Адолфо Гутиерес. Де Минор достигна най-високо в кариерата си класиране номер 2 на веригата за юноши и печели титлата на двойки за момчета на Открито първенство по тенис на Австралия 2016 в екип с Блейк Елис. Въпреки че Лейтън Хюит никога не му е бил официално треньор, той продължава да му е наставник.

### Професионална кариера
Алекс де Минор играе тенис под флага на Австралия. Той прави професионалния си дебют през юли 2015 г. на Испания F22, достигайки четвъртфиналите. Получава уайлдкард в квалификационните кръгове на Открито първенство по тенис на Австралия през 2016, но губи в първи кръг от Кимър Копеянс. След това прекавра по-голямата част от сезон 2016, играейки на веригата ITF в Испания, достига два финала. Прави първия си финал на ATP Challenger Tour в Екентал, Германия, където губи от Стив Дарсис на финала.
Алекс де Минор започна 2017 г. в Бризбън Интернешънъл, където побеждава Михаил Кукушкин и Френсис Тиафо в квалификациите. Постига първото си участие в основна схема на ATP Тур. Той губи в първия кръг от Миша Зверев. Следващата седмица получава уайлдкард в Apia International Sydney, където побеждава световния № 46 Беноа Пер, това е първата му победа на ниво ATP Тур.

## Кариерна статистика

#### Финали натурнири от сериите Мастърс(1)
| година | турнир       | съперник във финала | резултат |
| ------ | ------------ | ------------------- | -------- |
| 2023   | Канада Оупън | Яник Синер          | 4–6, 1–6 |

### ATP финали (10 титли; 19 финала)
|        | П–З  | Година | Турнир                  | Клас         | Настилка   | Опонент                    | Резултат           |
| ------ | ---- | ------ | ----------------------- | ------------ | ---------- | -------------------------- | ------------------ |
| Загуба | 0–1  | 2018   | Сидни Интернешънъл      | 250 серии    | Твърда     | Даниил Медведев            | 6–1, 4–6, 5–7      |
| Загуба | 0–2  | 2018   | Вашингтон Оупън         | 500 серии    | Твърда     | Александър Зверев          | 2–6, 4–6           |
| Победа | 1–2  | 2019   | Сидни Интернешънъл      | 250 серии    | Твърда     | Андреас Сепи               | 7–5, 7–6(7–5)      |
| Победа | 2–2  | 2019   | Атланта Оупън           | 250 серии    | Твърда     | Тейлър Фриц                | 6–3, 7–6(7–2)      |
| Победа | 3–2  | 2019   | Джухай Чемпиъншип       | 250 серии    | Твърда     | Адриан Манарино            | 7–6(7–4), 6–4      |
| Загуба | 3–3  | 2019   | Суис Индорс             | 500 серии    | Твърда (з) | Роджър Федерер             | 2–6, 2–6           |
| Загуба | 3–4  | 2020   | Юръпиън Оупън           | 250 серии    | Твърда (з) | Юго Умбер                  | 1–6, 6–7(4–7)      |
| Победа | 4–4  | 2021   | Анталия Оупън           | 250 серии    | Твърда     | Александър Бублик          | 2–0 отказва се     |
| Победа | 5–4  | 2021   | Истборн Интернешънъл    | 250 серии    | Трева      | Лоренцо Сонего             | 4–6, 6–4, 7–6(7–5) |
| Победа | 6–4  | 2022   | Атланта Оупън           | 250 серии    | Твърда     | Дженсън Бруксби            | 6–3, 6–3           |
| Победа | 7–4  | 2023   | Мексико Оупън           | 500 серии    | Твърда     | Томи Пол                   | 3–6, 6–4, 6–1      |
| Загуба | 7–5  | 2023   | Куинс Чемпиъншипс       | 500 серии    | Трева      | Карлос Алкарас             | 4–6, 4–6           |
| Загуба | 7–6  | 2023   | Лос Кабос Оупън         | 250 серии    | Твърда     | Стефанос Циципас           | 3–6, 4–6           |
| Загуба | 7–7  | 2023   | Канада Оупън, (Торонто) | Мастърс 1000 | Твърда     | Яник Синер                 | 4–6, 1–6           |
| Загуба | 7–8  | 2024   | Ротердам Оупън          | 500 серии    | Твърда (з) | Яник Синер                 | 5–7, 4–6           |
| Победа | 8–8  | 2024   | Мексико Оупън           | 500 серии    | Твърда     | Каспер Рууд                | 6–4, 6–4           |
| Победа | 9–8  | 2024   | Росмален Чемпиъншипс    | 250 серии    | Трева      | Себастиан Корда            | 6–2, 6–4           |
| Загуба | 9–9  | 2025   | Ротердам Оупън          | 500 серии    | Твърда (з) | Карлос Алкарас             | 4–6, 6–3, 2–6      |
| Победа | 10–9 | 2025   | Вашингтон Оупън         | 500 серии    | Твърда     | Алехандро Давидович Фокина | 5–7, 6–1, 7–6(7–3) |